# ホワット・メイクス・ア・マン (ウエストライフの曲)
"What Makes a Man" はアイルランド出身の男性ボーカルグループ、WESTLIFE（ウエストライフ）の7枚目のシングル曲。全英シングルチャート、アイルランドシングルチャートで共に2位を記録した。2枚目のアルバム『コースト・トゥ・コースト』に収められている。

## トラック・リスト
UK CD1
1. "What Makes A Man" (Single Remix) - 3:52
2. "I'll Be There" - 3:55
3. "My Girl" - 2:46

UK CD2
1. "What Makes A Man" (Single Remix) - 3:52
2. "I'll Be There" - 3:55
3. "What Becomes Of The Brokenhearted" - 3:30

## 音楽チャート
| Chart                          | Peak position |
| ------------------------------ | ------------- |
| アイルランド シングル チャート | 2             |
| 全英 シングル チャート         | 2             |